# Hamiltoniauletes striaticeps
Hamiltoniauletes striaticeps is een keversoort uit de familie Rhynchitidae. De wetenschappelijke naam van de soort is voor het eerst geldig gepubliceerd in 1911 door Wickham.